# 曾和平
曾和平（1966年8月—），湖南人，华东师范大学教授，研究方向为精密光谱与量子探测。中华人民共和国教育部第二批“长江学者”特聘教授，主持多个重点科研项目、担任多个学术杂志编辑、获得多项奖项。

## 生平
1990年本科毕业于北京大学物理系，1995年在中国科学院上海光机所获得理学博士学位；
1996年3月至2000年2月在德国、日本多个机构担任访问学者或研究人员；
2000年2月至今，在华东师范大学任教授，后担任精密光谱科学与技术国家重点实验室主任、中国国家重点研发计划首席科学家 。